# Владимир Русалиев
Ангел Маринов Пенков, известен с литературния си псевдоним Владимир Русалиев, е български поет и писател, автор на биографични книги за Димчо Дебелянов, Екатерина Ненчева, Христина Морфова, Асен Разцветников и др. Баща е на актрисата Мария Русалиева.
Завършва гимназия във Велико Търново. Работи много и различни професии. През 1922 година пристига в София, за да учи философия и право, но е завладян от бохемския живот и започва да пише поезия и да работи като режисьор. От 1922 г. започва да сътрудничи на литературни списания като „Развигор“, „Листопад“, „Огнище“, „Чернозем“, „Хиперион“. Работи и в редакциите на някои вестници и списания.
През 1940 година заедно с група интелектуалци подписват писмо с възражения за приемането на Закона за защита на държавата и срещу депортирането на българските евреи.
След 1945 година започва да издава книги със стихове, приказки и разкази за деца, както и биографии на известни българи.